# Fisera perplexata
Fisera perplexata là một loài bướm đêm trong họ Geometridae.

## Hình ảnh

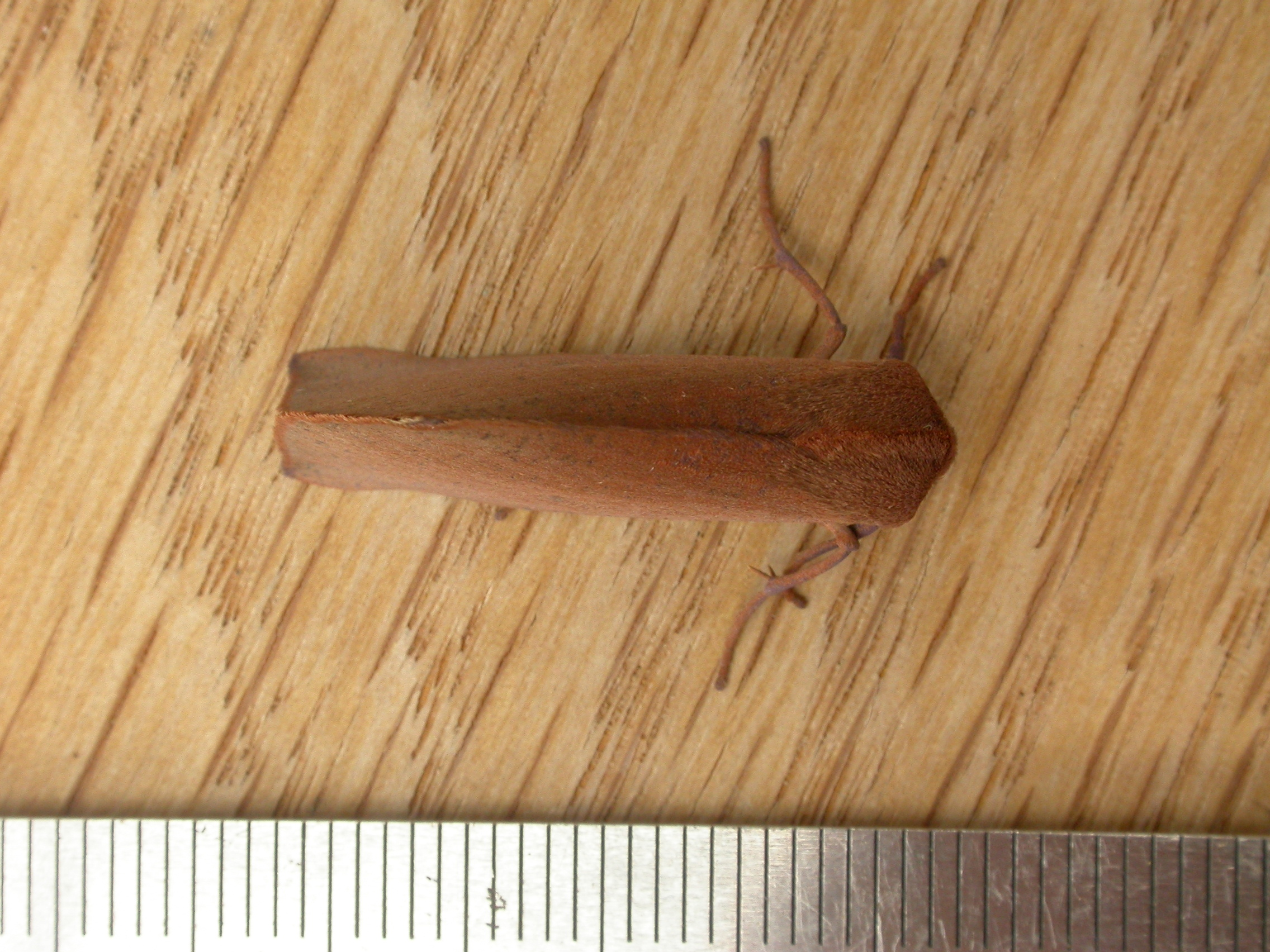